# Shaogomphus schmidti
Shaogomphus schmidti – gatunek ważki z rodziny gadziogłówkowatych (Gomphidae).